# Constructs of the State
Constructs of the State is het derde studioalbum van de Amerikaanse punkband Leftöver Crack. Het album werd uitgegeven op 27 november door Fat Wreck Chords. Het is het eerste studioalbum van de band in elf jaar tijd na de uitgave van Fuck World Trade in 2004.

## Nummers
1. "Archaic Subjugation" - 1:19
2. "Don’t Shoot" - 2:20
3. "Loneliness & Heartache" - 2:26
4. "System Fucked" (feat. Jesse Michaels) - 2:54
5. "Slave to the Throne" - 2:22
6. "Bedbugs & Beyond" (feat. Kate Coysh) - 1:59
7. "Corrupt Vision" - 1:28
8. "Last Legs" (cover van Blackbird Raum) - 3:43
9. "The Lie of Luck" - 3:37
10. "¡Poliamor Fiesta Crack!" - 2:12
11. "Vicious Constructs" - 3:56
12. "Amanecer de los Muertos" - 3:18
13. "The War at Home" - 4:56